# Scorpion (motorfiets)
Scorpion is een historisch merk van motorfietsen.
De bedrijfsnaam was: Scorpion Motorcycle Developments, Bishop's Stortford, Hertfordshire, later Scorpion Motor Cycles Ltd., Whitfield, Bracley.
In 1963 verscheen Scorpion op de markt met terreinmotoren met Villiers-inbouwmotoren. Er was een 200cc-model met de Villiers 9E-motor en twee 250cc-modellen: een trialmotor met de Villiers 32A-motor en een enduromotor met de populaire Villiers 36A Starmaker-motor.
De modellen hadden door Scorpion zelf ontwikkelde, zeer lelijke frames die bestonden uit aan elkaar gelaste doosvormige delen. De wieg onder het motorblok werd gevormd door rechthoekige, geschroefde buizen. Een van de doosvormige framedelen diende ook als brandstoftank.
In 1964 verscheen een racemodel met een door Scorpion zelf gebouwd motorblok. Deze motorfiets had een uit buizen gevormd ruggengraatframe.
In 1965 toonde men nog een nieuw prototype, dat nooit meer in productie kwam.